# Daniela Rojas
Daniela Rojas Gutiérrez (* 26. November 1997) ist eine costa-ricanische Hürdenläuferin, die sich auf die 400-Meter-Distanz spezialisiert hat.

## Sportliche Laufbahn
Erste Erfahrungen bei internationalen Meisterschaften sammelte Daniela Rojas im Jahr 2013, als sie bei den Zentralamerikameisterschaften in Managua in 1:04,20 s die Bronzemedaille über 400 m Hürden hinter ihrer Landsfrau Sharolyn Scott und Kaila Smith aus Panama gewann. Im Jahr darauf gewann sie bei den Zentralamerikameisterschaften in Tegucigalpa in 1:06,65 min erneut die Bronzemedaille über 400 m Hürden und belegte im Siebenkampf mit 3713 Punkten den vierten Platz. Anschließend gelangte sie bei den CAC-Jugendmeisterschaften in Morelia mit 1:06,51 min auf den sechsten Platz im Hürdenlauf. 2015 schied sie bei den NACAC-Meisterschaften in San José mit 15,57 s in der Vorrunde im 100-Meter-Hürdenlauf aus und im Jahr darauf siegte sie bei den CAC-Juniorenmeisterschaften ebendort in 54,93 s im 400-Meter-Lauf sowie 1:00,66 min über 400 m Hürden. Anschließend kam sie bei den U20-Weltmeisterschaften in Bydgoszcz mit 1:00,30 min nicht über den Vorlauf über 400 m Hürden hinaus. 2017 gewann sie bei den Zentralamerikameisterschaften in Tegucigalpa in 2:13,70 min die Silbermedaille im 800-Meter-Lauf und anschließend belegte sie bei der Sommer-Universiade in Taipeh in 58,78 s den achten Platz über 400 m Hürden. Im Dezember gewann sie bei den Zentralamerikaspielen in Managua in 2:10,41 min die Silbermedaille über 800 Meter hinter der Panamaerin Andrea Ferris und über 400 m Hürden sicherte sie sich in 1:00,49 min die Bronzemedaille hinter der Panamaerin Gianna Woodruff und ihrer Landsfrau Sharolyn Scott. Zudem gewann sie mit der costa-ricanischen 4-mal-400-Meter-Staffel in 3:44,04 min die Goldmedaille. Im Jahr darauf siegte sie in 58,69 s im Hürdenlauf sowie in 3:46,69 min mit der Staffel bei den Zentralamerikameisterschaften in Guatemala-Stadt. Anschließend schied sie bei den Zentralamerika- und Karibikspielen in Barranquilla mit 57,96 s im Vorlauf über 400 m Hürden aus und belegte mit der Staffel in 3:40,23 min den sechsten Platz. Zudem gewann sie bei den Ibero-Amerikanischen Meisterschaften in Trujillo in 57,53 s die Silbermedaille im Hürdenlauf hinter der Argentinierin Fiorella Chiappe.
2019 gewann sie bei den Zentralamerikameisterschaften in Managua in 56,20 s die Silbermedaille über 400 Meter und sicherte sich auch über 400 m Hürden in 58,65 s die Silbermedaille. Zudem siegte sie in 3:44,40 min in der 4-mal-400-Meter-Staffel. Anschließend schied sie bei der Sommer-Universiade in Neapel mit 58,49 s im Halbfinale aus. Im Jahr darauf siegte sie bei den Zentralamerikameisterschaften in San José in 56,34 s über 400 Meter sowie in 1:00,02 min über 400 m Hürden und in 48,22 s in der 4-mal-100-Meter-Staffel. 2021 siegte sie dann bei den Zentralamerikameisterschaften ebendort in 59,82 s erneut über 400 m Hürden und im Jahr darauf siegte sie bei den Zentralamerikameisterschaften in Managua in 58,83 s im Hürdenlauf sowie in 3:51,16 min in der 4-mal-400-Meter-Staffel und in 3:29,93 min auch in der Mixed-Staffel. Anschließend schied sie bei den NACAC-Meisterschaften in Freeport mit 58,46 s im Vorlauf über 400 m Hürden aus. 2023 gewann sie bei den Zentralamerika- und Karibikspielen (CAC) in San Salvador in 56,58 s die Bronzemedaille im Hürdenlauf hinter der Kubanerin Zurian Hechavarría und Gianna Woodruff aus Panama und mit der 4-mal-400-Meter-Staffel belegte sie in 3:40,10 min den vierten Platz. Im November nahm sie an den Panamerikanischen Spielen in Santiago de Chile teil und gewann auch dort in 57,41 s die Bronzemedaille hinter der Panamaerin Woodruff und Marlene Santos aus Brasilien. Im Jahr darauf belegte sie bei den Ibero-Amerikanischen Meisterschaften in Cuiabá in 56,61 s den sechsten Platz über 400 m Hürden. 
In den Jahren 2017 und von 2021 bis 2023 wurde Rojas costa-ricanische Meisterin im 400-Meter-Hürdenlauf sowie 2021 und 2023 auch über 400 Meter.

## Persönliche Bestzeiten
- 400 Meter: 53,63 s, 29. Mai 2021 in San José
- 800 Meter: 2:10,41 min, 11. Dezember 2017 in Managua
- 100 m Hürden: 15,04 s (−0,8 m/s), 14. März 2021 in San José
- 400 m Hürden: 56,44 s, 3. Juli 2023 in San Salvador